# Med Jan Sparring i parken
Med Jan Sparring i Parken är ett livealbum från 1971 av den svenska kristna sångaren Jan Sparring.

## Låtlista

### Sida 1
1. Du värmer mig
2. Även bland törnen finns det rosor
3. Innan jag mötte min Jesus
4. Skön sång (sång: Pelle Karlsson)
5. Promised land (sång: Pelle Karlsson)
6. Så var det

### Sida 2
Potpurri på kända sånger
1. A: Halleluja din är äran
2. B: Lovsång
3. C: Tala med Herren om det
4. D: Nu är jag nöjd och glader
5. E: På pilgrimsfärd
6. F: Jag har i Himlen än vän så god
7. G: Bönevägen
8. H: Det är ingen hemlighet att Gud hör bön
9. I: Gud håller hela världen i sin hand
10. J: Jesus kär min farkost styr
11. K: Låt oss be tillsammans
12. L: Lovsång

### Fotnoter
1. ↑  ”Med Jan Sparring i Parken”. Svensk mediedatabas. 2 mars 1971. https://smdb.kb.se/catalog/id/001466414. Läst 16 juli 2019.